# Початкова швидкість (балістика)
Початкова швидкість кулі — швидкість руху кулі біля дульного зрізу ствола.
Початкова швидкість є однією з головних характеристик бойових властивостей зброї. Під час збільшення початкової швидкості:
- збільшується дальність польоту кулі;
- збільшується дальність прямого пострілу;
- збільшується убивча та пробивна дія кулі;
- випрямляється траєкторія польоту кулі, вона стає менш пологою;
- зменшується вплив зовнішніх умов на її політ.

За початкову швидкість береться умовна швидкість, яка дещо більша за дулову і менша за максимальну. Вона визначається дослідним шляхом та додатковими розрахунками. Величина початкової швидкості кулі зазначається в Таблицях стрільби і в бойових характеристиках зброї.
Величина початкової швидкості кулі залежить від:
- довжини ствола;
- маси кулі;
- маси, температури і вологості порохового заряду, форми розміру зерен пороху і щільності заряджання.

## Властивості

### Чинники впливу
Основні
- Вага кулі;
- Вага порохового заряду;
- Форма і розмір зерен пороху (швидкість згоряння пороху).

Додаткові
- Довжина ствола;
- Температура і вологість порохового заряду;
- Щільність заряджання;
- Сили тертя між кулею і каналом ствола;
- Температура навколишнього середовища.

Що довший ствол, то довше на кулю діють порохові гази і більша початкова швидкість. За умов постійної довжини ствола і ваги порохового заряду початкова швидкість тим більша, чим менша вага кулі.
Форми і розміри пороху істотно впливають на швидкість горіння порохового заряду, а отже, і на початкову швидкість кулі. Вони підбираються відповідним чином при конструюванні зброї.
- Із підвищенням вологості порохового заряду зменшуються швидкість його горіння і початкова швидкість кулі[1].
- Із підвищенням температури порохового заряду збільшується швидкість горіння пороху, а тому збільшуються максимальний тиск і початкова швидкість. При зниженні температури заряду початкова швидкість зменшується[1]. Збільшення (зменшення) початкової швидкості викликає збільшення (зменшення) дальності польоту кулі. Через це необхідно враховувати поправки дальності на температуру повітря і заряду (температура заряду приблизно дорівнює температурі повітря).
- Зміна ваги порохового заряду призводить до зміни кількості порохових газів, а отже, і до зміни величини максимального тиску в каналі ствола і початкової швидкості кулі. Що більша вага порохового заряду, то більші максимальний тиск і початкова швидкість кулі[1].

Довжина ствола і вага порохового заряду збільшуються при конструюванні зброї до найраціональніших розмірів.